# أول كريستيان إيفرسن
أول كريستيان إيفرسن (بالنرويجية البوكمول: Ole Christian Iversen)‏ هو متزلج سريع نرويجي، ولد في 1 أغسطس 1946 في ليلهامر في النرويج.

## وصلات خارجية
- أول كريستيان إيفرسن على موقع SpeedSkatingBase.eu (الإنجليزية)
- أول كريستيان إيفرسن على موقع SpeedSkatingNews.info (الإنجليزية)
- أول كريستيان إيفرسن على موقع SpeedSkatingStats.com (الإنجليزية)
- أول كريستيان إيفرسن على موقع اللجنة الأولمبية الدولية (الإنجليزية)
- أول كريستيان إيفرسن على موقع أوليمبيديا (الإنجليزية)